# Sonata per pianoforte n. 7 (Prokof'ev)
La Sonata per pianoforte n. 7 in Si bemolle maggiore op. 83 è una composizione di Sergej Prokof'ev scritta fra il 1939 e il 1942.

## Storia
Durante la seconda guerra mondiale Prokof'ev si trovava a Nal'čik, nel nord del Caucaso dove si era trasferito, insieme ad altri artisti, su richiesta delle autorità, dall'agosto del 1941; dopo alcuni mesi però dovette spostarsi in Georgia a Tbilisi perché l'esercito tedesco aveva occupato l'Ucraina e minacciava il Caucaso.. Qui continuò a lavorare all'opera Guerra e pace e al tempo stesso compose la sua Settima sonata per pianoforte le cui premesse erano già state messe su carta nel 1939; terminò la composizione nel 1942.
Il musicista aveva deciso di affidare la prima esecuzione a Sviatoslav Richter che era già stato interprete della Sesta sonata; il pianista ebbe pochissimo tempo per studiare la parte poiché Prokof'ev gli inviò la partitura definitiva solo quattro giorni prima della presentazione pubblica. La prima ebbe luogo il 18 gennaio 1943 a Mosca e riscosse un grande successo di pubblico, tanto che Richter dovette ripetere interamente la sonata come bis. Successivamente la composizione fu eseguita da Vladimir Horowitz alla Carnegie Hall di New York il 14 marzo 1944; fu poi interpretata in Europa anche da Nikita Magaloff e da Friedrich Gulda sempre con grandi riscontri di pubblico.
La critica fu invece severa con la composizione; per molti musicologi sovietici in questo suo lavoro Prokof'ev era soltanto una semplice imitazione o una parodia di se stesso. The Record Guide nel 1955 giudicava ancora il brano come "un esempio particolarmente arido di un compositore che in certe occasioni può superare in aridità ogni altro". Nonostante tutto nel 1943 la Settima sonata ricevette il Premio Stalin, seppure di seconda classe.

## Struttura e analisi
Prokof'ev ha prediletto la classica forma della sonata, basandosi su due temi distinti e contrastanti poiché riteneva che fosse la base necessaria per esprimere il suo pensiero musicale. La sonata n. 7 è in Si bemolle maggiore ed è suddivisa in tre tempi:
- 1. Allegro inquieto
- 2. Andante caloroso
- 3. Precipitato

La Settima, insieme alla Sesta e all'Ottava, costituiscono un ciclo denominato Sonate di guerra, anche se tutte e tre furono iniziate prima che scoppiasse il conflitto fra Unione Sovietica e Germania. Inoltre, sebbene le tre sonate non siano mai state collegate dal musicista alla guerra, è pur vero però che le composizioni sono accomunate da un'espressività esacerbata e violenta che le caratterizza. Prokof'ev si trovava sì in una zona defilata, abbastanza lontana dai veri teatri delle ostilità, ma egli, come gli altri artisti, avvertiva comunque gli echi di una situazione conflittuale angosciante e preoccupante. Si tratta in effetti di una composizione di continua tensione fra il caos e momenti di equilibrio e bellezza, ma che sono solo momenti; è una sonata, come disse l'autore, scritta "con il pugno", aggiungendo anche ironicamente "per fare sobbalzare la nonna".
La composizione è di una difficoltà tecnica pressoché estrema ed è una delle pagine più note del musicista, da molti ritenuta come il capolavoro pianistico di Prokof'ev.
Il primo tempo, Allegro inquieto, inizia subito con un tema incisivo, agitato, a ritmo di una tarantella febbrile in cui riecheggiano tratti della marcia da L'amore delle tre melarance. Alla violenza asciutta e ostinata fa riscontro un Andantino che conduce in un mondo totalmente differente, nostalgico e doloroso, espressivo e dolente come indicato dall'autore. Perentoria è poi la ripresa del tempo iniziale Allegro. Infine una riproposta, più breve, dell'Andantino porta alla chiusura incisiva con un ritorno all'Allegro inquieto dell'inizio.
Il secondo movimento, Andante caloroso, è in Mi maggiore; il brano porta come indicazione un aggettivo che non si addice molto al carattere del musicista, ma che qui ha una sua ragione d'essere. La partitura inizia con un cantabile e propone un notturno di grande liricità, "superbamente costruito" e ha un aumento di tensione emotiva nella seconda parte.
Il movimento conclusivo, Precipitato, propone un moto perpetuo affannoso e angoscioso in un insolito e asimmetrico tempo di 7/8. La cellula ritmica è ripetuta ossessivamente, creando un grande senso di ansietà. Il brano però non va eseguito, come diceva giustamente Nikita Magaloff, in modo "precipitoso", ma perentorio ed energico.